# Mellon de Rouen
Pour les articles homonymes, voir Mellon.
Mellon de Rouen ou Mellon de Cardiff (? - vers 311-312), plus communément appelé saint Mellon, est un évêque de Rouen à l'historicité douteuse, la fondation de son évêché n'étant connue que par des traditions locales tardives et légendaires qui visent à prouver l'antériorité d'un siège par rapport à un autre. Il serait mort à Héricourt-en-Caux vers 311-312 et inhumé dans la crypte de l'église Saint-Gervais de Rouen. 

## Légende
La tradition rapporte que Mellon, né à Llanlleurog près de Cardiff, aurait été envoyé par le pape Étienne Ier dans la région de Rotomagus (l'actuelle Rouen) pour convertir les Gaulois païens de la vallée de la Seine. Selon la légende, pour mieux entendre la prédication de Mellon, un jeune Gallo-romain du nom de Præcordius serait monté avec d'autres Rouennais sur le toit de sa maison. Ce dernier tombé du faîte du toit, Mellon l'aurait trouvé mort, le crâne fracassé et la cervelle répandue sur le sol ensanglanté. L'évêque l'aurait ressuscité, provoquant ainsi la conversion de nombre de ses auditeurs. En reconnaissance de ce miracle, le père du jeune homme aurait offert sa maison érigée en chapelle (voir Domus ecclesiae) et les terrains l'avoisinant pour y célébrer le nouveau culte.
On ne sait rien de précis de ce premier sanctuaire qui marque, dès 260, l'emplacement à Rouen du siège apostolique. Du moins peut-on supposer que saint Mellon ait choisi pour prêcher le croisement de ce qu'on appelle le Cardo (axe nord-sud, de la rue Beauvoisine à la Seine) et le Decumanus (axe est-ouest, correspondant à la rue du Gros-Horloge et à la rue Saint-Romain), marquant le centre actif de la cité. La maison de Præecordius n'était probablement pas éloignée de ce carrefour des grandes voies romaines, actuelle place de la Cathédrale.

## Lieux de culte dédiés à saint Mellon
- Cany-Barville : paroisse Saint-Mellon
- Plomelin : église Saint-Mellon
- Vieux-Moulin (Oise) : église Saint-Mellon